# 873 до н. е.

## Події
873 року до н. е. відбулося три часткових сонячних затемнення: 3 травня, 1 червня і 27 жовтня.